# Klaus Landa

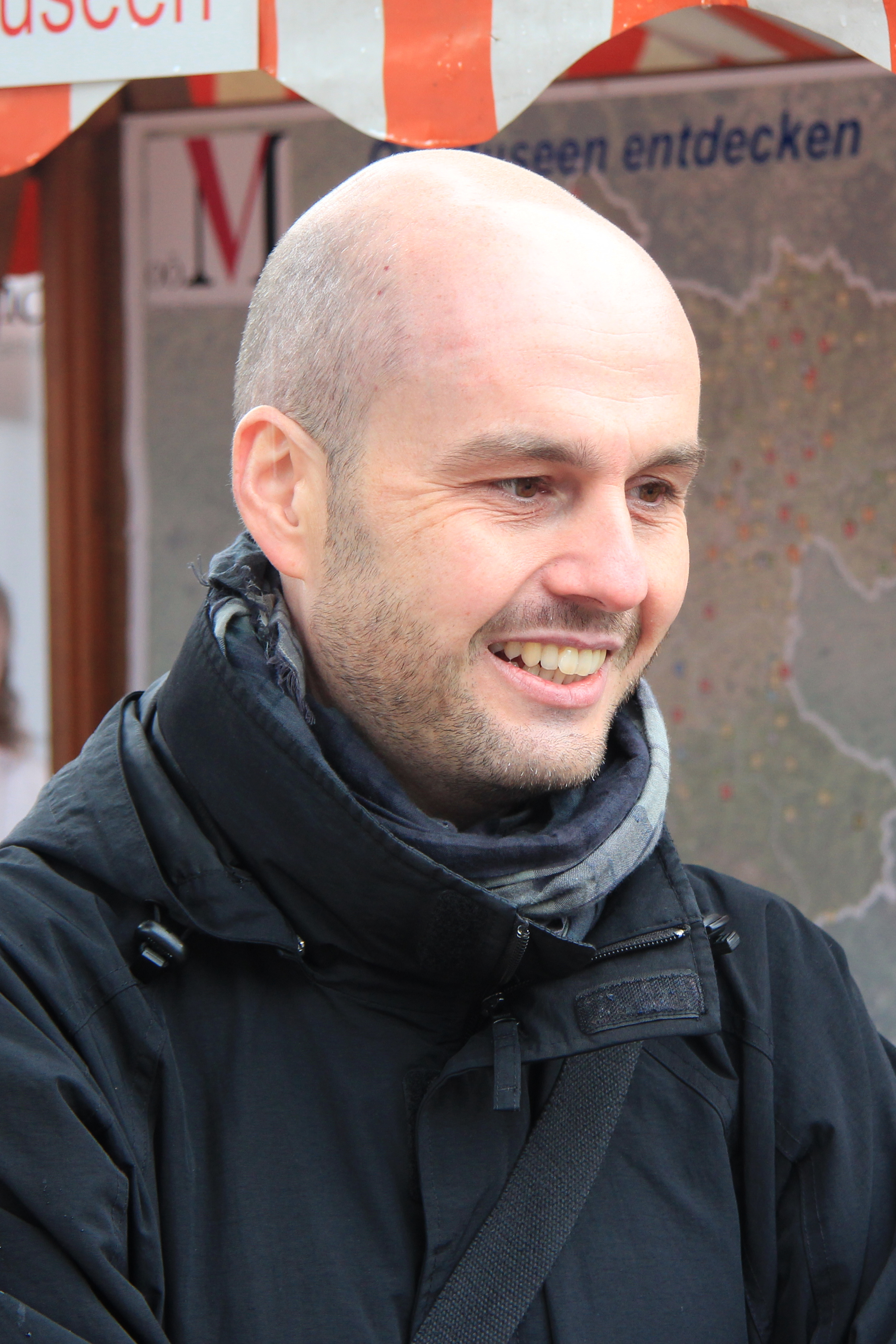
Klaus Landa (2015)

Klaus Landa (* 26. März 1974) ist ein österreichischer Historiker, Germanist und Sozialkundler sowie Geschäftsführer des Verbundes oberösterreichischer Museen.

## Leben und Wirken
Klaus Landa wuchs in Perg auf und studierte an der Paris-Lodron-Universität Salzburg. Er schloss das Studium der Geschichte 2004 mit einer Dissertation zum Thema „«Herr und Pfaffe». Die Repräsentanten weltlicher und geistlicher Macht in der Sicht ihrer Zeitgenossen in Mittelalter und Gegenwart“ ab. Beruflich war er zunächst als Trainer in der Erwachsenenbildung und als freiberuflicher Verlagslektor für mehrere österreichische Verlage tätig.
Organisatorische Erfahrung sammelte er als Kurator und Ausstellungsmacher im Stift Lambach. Ihm oblag die Konzeption und Umsetzung der dortigen Jubiläumsausstellung Im Fluss – am Fluss – 950 Jahre Stift Lambach im Jahr 2006 und der 2007 eröffneten Dauerausstellung.
Landa leitet seit 2007 das virtuelle Museum forum oö geschichte. Seit Mitte 2011 ist er Vorsitzender in der Arbeitsgemeinschaft Regional- und Heimatforschung im Forum Volkskultur Oberösterreich und seit 1. Jänner 2012 Geschäftsführer des Verbundes oberösterreichischer Museen.
Seit Oktober 2022 präsentiert Landa die Volkskultur-Sendung G’sungen und g’spielt in Radio Oberösterreich.

## Veröffentlichungen
- ab 2005 mehrere Beiträge in der Zeitschrift Vierteltakt, Kommunikationsinstrument des Oberösterreichischen Volksliedwerkes:

- Im Fluss – Am Fluss – 950 Jahre Benediktinerstift Lambach – Jubiläumsausstellung in Lambach im Jahr 2006 (2006)
- Das Vokalensemble VIA VIA (2008)

- ab 2006 mehrere Beiträge im Museumsinfoblatt des Verbundes Oberösterreichischer Museen:

- Museum des Monats Dezember 2007: Geschichteclub Stahl (2007)
- Neu im Forum Geschichte (2007)
- Kunst in Oberösterreich unter dem Nationalsozialismus (2009)
- forum oö geschichte – neue Recherchemöglichkeiten (2009)
- Museumsthema des Monats, Museum Mechanische Klangfabrik (2009)
- Neues aus dem forum oö geschichte, Oberösterreich im Mittelalter (2009)

- ab 2007 mehrere Beiträge im Kulturbericht Oberösterreich:

- Museum des Monats Dezember 2007: Geschichteclub Stahl (2007)
- Museum des Monats: Linzer Museum für Geschichte der Zahnheilkunde (2008)
- Museumsthema des Monats, Das Schiffleutemuseum in Stadtl-Paura (2009)
- Museumsthema des Monats, Museum Mechanische Klangfabrik in Haslach (2009)
- Museumsthema des Monats, Zauberkünste in Linz und der Welt (2009)
- OÖ. Eisenbahn- und Bergbaumuseum, Lokpark Ampflwang (2009)

- (Redaktion): Christentum muss wachsen. Festschrift für Abt Gotthard Schafelner OSB – 20 Jahre Abt von Lambach. Lambach 2006, 101 S.

- Haimo – ein mittelalterlicher Schreibermönch. ebenda, S. 13–18.

- (Redaktion): Im Fluss – Am Fluss. 950 Jahre Benediktinerstift Lambach. Jubiläumsausstellung im Stift Lambach vom 20. März bis 26. Oktober 2006, Katalog, Lambach 2006, 156 S.
- Literatur in Oberösterreich an der Wende zum 19. zum 20. Jahrhundert. In: Schnopfhagen: Umfeld – Leben – Wirken. OÖ. Volksliedwerk, Volksliedarchiv durch Klaus Petermayr (= Oberösterreichische Schriften zur Volksmusik), Linz 2008, S. 29–40.
- Neue Online-Musikgeschichte im Forum OÖ. Geschichte. In: EuroJournal Linz – Mühlviertel – Böhmerwald. 14. Jahrgang, Linz 2008 (ooegeschichte.at [PDF]).
- mit Thomas Jerger (Redaktion): Heimat-Museen neu denken! Berichtsband des 9. Oberösterreichischen Museumstags 2010, Leonding 2011.
- mit Christoph Stöttinger, Jakob Wührer (Herausgeber): Stift Lambach in der Frühen Neuzeit. Frömmigkeit, Wissenschaft, Kunst und Verwaltung am Fluss. Tagungsband zum Symposion im November 2009, Linz 2012, ISBN 978-3-902801-10-4.